# 炎の口づけ
『炎の口づけ』はHBO(日本ではスター・チャンネルが放送)のファンタジー・ドラマ・シリーズである『ゲーム・オブ・スローンズ』の第3章『戦乱の嵐-前篇-』の第5話である。ブライアン・コグマンによって、原作『剣嵐の大地』に基づいて脚本が書かれ、 アレックス・グレイヴスが監督した。
ベリック・ドンダリオンは決闘裁判でハウンドに殺されるが、ミアのソロスの魔術で甦る。リカード・カースターク公は、息子を殺したジェイミーが釈放されたことに怒り、代わりにラニスター家の少年たちを惨殺する。ロブはこれを咎めカースタークを処刑する。カースターク家の兵は去り、ロブはフレイ家の兵をあてにせざるをえなくなる。ロックがジェイミーとブライエニーを主君ルース・ボルトンに引き渡す。ジョンはイグリットと結ばれる。

## あらすじ

### ドラゴンストーン
セリーン王妃をスタニス・バラシオン(スティーヴン・ディレイン)が訪れ、不貞を犯したことを詫びる。だが王妃がメリサンドル(カリス・ファン・ハウテン)からすべてを聞いており、〈光の王〉への奉仕として勧めることに驚く。次にスタニスは娘のシリーンを訪ねる。戦争とサー・ダヴォス(リアム・カニンガム)について尋ねられ、反逆罪で逮捕されたと答える。後に、シリーンは地下牢に本を持ってダヴォスを訪ねるが、ダヴォスは文盲を告白する。シリーンは、エイゴン一世のウェスタロス征服を記す本を用いて、字の読み方を教え始める。

### リヴァーランド
ミアのソロスが〈旗標なき兄弟団〉に祈りを捧げさせ、ベリック・ドンダリオン公と”ハウンド” サンダー・クレゲイン(ロリー・マッキャン)は決闘裁判を始める。ドンダリオンは剣から輝く炎を出し、火を恐れるハウンドを脅えさせる。だがハウンドはドンダリオンを圧倒し殺す。アリア(メイジー・ウィリアムズ)はハウンドを殺そうとするがジェンドリーに止められる。ソロスがドンダリオンを蘇らせて三人は驚くが、ドンダリオンは決闘裁判の結果ハウンドは無実であると認め、ハウンドを釈放する。後に、アリアはジェンドリーがドンダリオンの鎧を修理するのを見るが、ジェンドリーは〈兄弟団〉にとどまって鍛冶屋として働くと言う。アリアがソロスとリヴァーランに行くことを話していると、ドンダリオンが話に加わる。ソロスは〈光の王〉がドンダリオンを六度復活させたと言う。
リヴァーランでは、囚われていたラニスター家の少年が、復讐のためにリカード・カースターク公とその家来に殺される。ロブ・スターク(リチャード・マッデン)はカースターク公を尋問し、地下牢に閉じ込め、手助けした家来たちを絞首刑に処す。ロブがカースターク公に反逆罪で死刑を宣告した時、タリサ王妃(ウーナ・チャップリン)、レディ・キャトリン(ミシェル・フェアリー)、そしてエドミュア(トビアス・メンジーズ)は、カースターク家の忠誠を保つために助命して牢に入れておくべきだと請う。だがロブは拒否し、自らの手でカースターク公を処刑する。カースターク家の兵は去り、ロブはラニスター家と戦う戦術を再考する。ロブはタリサに、ラニスター家の本拠であるキャスタリーロックを攻めるつもりであり、カースターク家の兵の穴を埋めるため、〈双子城〉を支配するウォルダー・フレイ公と同盟を結ぶつもりだと言う。かつてロブが父エダードを救うために河を渡る時、交換条件としてフレイ公の娘と婚約して破っていた。
〈ハレンの巨城〉で、ロック(ノア・テイラー)は捕えたジェイミー・ラニスター(ニコライ・コスター＝ワルドー)とブライエニー(グェンドリン・クリスティー)を主君のルース・ボルトン公(マイケル・マケルハットン)に引き渡す。ボルトン公は、貴重な人質を不具にしてしまったことに怒るが、ブライエニーを解放し、ジェイミーを鎖を剥奪された元メイスターのクァイバーンのもとに連れて行かせる。クァイバーンはジェイミーの求めに応じて鎮痛剤を用いず右腕の残りを治療する。後にジェイミーは浴場に連れて行かれ、先客のブライエニーに会う。ジェイミーはブライエニーに、〈ロバートの反乱〉や、”狂王”エイリス・ターガリエンのこと、王に父を殺せと言われたこと、王が〈鬼火〉を使ってキングズランディングを焼きはらおうとしたことを語る。狂王を殺したのは街と住民と父親の命を救うためであるとジェイミーは告白する。

### 〈壁〉の向こう側
オレル(マッケンジー・クルック)は〈壁〉の見回りの情報をジョン(キット・ハリントン)から聞き出す。ジョンは〈黒の城〉を千人が守っていると言うが、〈巨人殺しのトアマンド〉は、嘘であれば殺すと脅す。直後に、イグリット(ローズ・レスリー)はジョンの剣を盗んで洞窟までジョンに追わせ、〈冥夜の守人〉の誓いを破らせて愛を交わす。

### 狭い海の向こう側
行軍の途中、ジョラー・モーモント(イアン・グレン)とバリスタン・セルミー(イアン・マッケルヒニー)は、ベイロン・グレイジョイの反乱でパイクを包囲した話をする。ジョラーはバリスタンがデナーリス(エミリア・クラーク)に仕える理由を聞き、自分がヴァリスのスパイであったことを知っているか探る。バリスタンは小評議会の一員ではなかったと言い、ジョラーの秘密を知らないように見える。
デナーリスは〈穢れなき軍団〉の士官たちを集める。士官たちは、グレイ・ワーム(“灰色の蛆虫”)を指揮官として選ぶ。デナーリスは新たな名前を選んでいいと言うが、グレイ・ワームは今の名前のままを望み、それはデナーリスが〈穢れなき軍団〉を解放した時の名前であるからだと言う。

### キングズランディング
サーセイ (レナ・ヘディ)太后は、タイレル家が王の利益を図ろうとしていないとピーター・ベイリッシュ公(エイダン・ギレン)に言い、タイレル家をキングズランディングから追放する助力を依頼する。後に、レディ・サンサ(ソフィー・ターナー)とレディ・マージェリー(ナタリー・ドーマー)はロラスが剣の練習をしているところを見る。練習の後、ロラスと従士のオリヴァーは性交する。実はオリヴァーはベイリッシュ公のスパイであり、タイレル家がサンサを娶ろうとしていると報告する。ベイリッシュ公がサンサに会い〈谷間〉に共に旅する話をして反応を見ると、サンサはキングズランディングに残りたいと言う。
ティリオン(ピーター・ディンクレイジ)は膨れ上がる王の結婚式の費用について、レディ・オレナ(ダイアナ・リグ)と話す。オレナは半額を負担すると言い、ティリオンはこれを父タイウィン(チャールズ・ダンス)公に報告する。タイウィンは、タイレル家がサンサをロラスと結婚させようとしており、先手を打ってサンサをティリオンと結婚させると言う。ティリオンは抗議するが無駄に終わる。困っている弟を見てサーセイは喜ぶが、タイウィンはサーセイもその意思に反してロラスに嫁がせると言う。

## 製作

### 脚本
原作第三部『剣嵐の大地』の第20、21、27、32、35、38、40章に基づいて、シリーズのストーリー・エディターであるブライアン・コグマンが脚本を書いた。
スタニスの妻と娘のシーンは、二人を紹介するために書き下ろされた。セリース王妃が、死産で生まれた胎児をガラス瓶に保存するアイデアは原作にはなく、コグマンが思いついたものである。
コグマンは、ファンにも好評の、子供のいるシーンを書くことを楽しんだ。「子供たちはいつも気にいっていた。子役たちが好きだったし、過去4年間の成長を見てきたからね。」と語った。コグマンは、他のシーンを書く前に、アリアが登場するすべてのシーンを書き終えた。
当初、デナーリスのシーンは本エピソードに入らない予定だったが、次話からいくつかシーンが移動された。ジョンとオレル(マッケンジー・クルック)が対立するシーンは、後にデイヴィッド・ベニオフ と D・B・ワイスが追加した。

### ロケーション
| 〈壁〉の向こう側のシーンはアイスランドのミーヴァトン湖(左)と近くの洞窟(右)で撮影された |  | 〈壁〉の向こう側のシーンはアイスランドのミーヴァトン湖(左)と近くの洞窟(右)で撮影された |
| 〈壁〉の向こう側のシーンはアイスランドのミーヴァトン湖(左)と近くの洞窟(右)で撮影された |  |                                                                                        |

室内シーンはベルファスト近郊のスタジオで撮られ、その他野外シーンが北アイルランド各地で撮られた。デナーリスのシーンはモロッコで撮られ、ジョンのシーンはアイスランドで撮られた。〈野人〉のキャンプはミーヴァトン湖の岸に設営され、特徴的な溶岩柱が見られる。ジョンとイグリットが愛を交わすシーンは近くの洞窟で撮影された。温泉の池は実際に入浴に用いられ、人気の観光地である。
サーセイとリトルフィンガーのシーン、そしてリトルフィンガーとサンサのシーンはクロアチアで撮られた。

## 評判

### 視聴者数
初回視聴者は535万人となって最高記録を作り、18-49歳の視聴率は2.8%となった。

### 賞
2013年プライムタイム・エミー賞のメークアップ賞シングルカメラ・シリーズ部門を受賞した。

## 参照
1. ↑  Bibel, Sara (2013年4月30日). “Sunday Cable Ratings: 'Game of Thrones' Wins Night, NBA Playoffs, 'Vikings', 'The Client List', 'Mad Men', 'Veep' & More”.   TV by the Numbers. 2013年4月30日閲覧。